# مدارس والد ليك المتحدة
مدارس والد ليك المتحدة ((بالإنجليزية: Walled Lake Consolidated Schools)‏)، هي «منطقة تعليمية» يقع مقرها في مركز الخدمات التعليمية في والد ليك في ديترويت الكبرى. تتضمن المنطقة 14 مدرسة ابتدائية و4 مدارس إعدادية و3 مدارس ثانوية ومدرسة بديلة تخدم أكثر من 15,000 طفل
تتضمن مناطق خدمات هذه المدارس أجزاء من مدن فارمنغتون هيلز ونوفي وأورتشارد ليك فيليج ووالد ليك وويكسوم وهي بلدات تابعة لبلدة كوميرك وبلدة ويست بلومفيلد وبلدة وايت ليك وقرية ولفرين ليك.
في 2010، كانت مدارس والد ليك أكبر مدارس في مقاطعة أوكلاند، ميشيغان، حيث بلغ عدد الطلاب حوالي 15600 وعدد العاملين حوالي 1600 موظف.

## التاريخ
في عقد 2000، طلبت ولاية ميتشغان أن تشتري المنطقة التعليمية أراضٍ في بلدة كوميرك (ميشيغان). في حين كانت الولاية تمتلك حوالي 240 هكتاراً من الأراضي في البلدة. في شباط 2004، قدمت المنطقة طلباً لإدارة الموارد الطبيعية في ميتشغان لشراء 63 هكتار من الأراضي التي تقع على طول طريق وايز من أراضي البلدة. كان من ردود الأفعال على هذا الموضوع محاولة جماعة تعنى بالحفاظ على الأراضي وقف جهود المنطقة التعليمية للحصول على الأراضي.
عام 2010، ذكرت المنطقة التعليمية وجود عجز مالي محتمل قدره 22.7 مليون دولار للسنة الدراسية 2010-2011. وقد اقترحت المنطقة خطة لخفض العجز تضمنت خصخصة النقل وخدمات الرعاية وتسريح 300 موظف بما فيهم معلمين.

## المدراس
مرحلة ما قبل المدرسة
- Twin Suns Preschool

المدارس الابتدائية:
- المدرسة التجارية الابتدائية Commerce Elementary School (بلدة كوميرك)
- مدرسة دبلن الابتدائية Dublin Elementary School (بلدة وايت ليك)
- مدرسة غلينغاري الابتدائية Glengary Elementary School (Commerce Township)
- مدرسة ماري هلين غيست Mary Helen Guest Elementary School (والد ليك)
- مدرسة هيكوري وودز الابتدائية Hickory Woods Elementary (نوفي)
- مدرسة كيث الابتدائية Keith Elementary (بلدة ويست بلومفيلد)
- مدرسة لون ليك Loon Lake Elementary (ويكسوم)
- مدرسة ميدوبروك الابتدائية Meadowbrook Elementary (نوفي)
- مدرسة أوكلي بارك الابتدائية Oakley Park Elementary (Commerce Township)
- مدرسة بليزينت ليك الابتدائية Pleasant Lake Elementary (West Bloomfield)
- مدرسة والد ليك الابتدائية Walled Lake Elementary (Commerce Township)
- مدرسة ويكسوم الابتدائية Wixom Elementary (ويكسوم)

مدارس المرحلة المتوسطة:
- مدرسة كليفورد سمارت المتوسطة Clifford Smart Middle School (Commerce Township)
- مدرسة جيمس آر. غيسلير المتوسطة James R. Geisler Middle School (Commerce Township)
- مدرسة سارة بانكس المتوسطة Sarah Banks Middle School (ويكسوم)
- مدرسة والنت كريك المتوسطة Walnut Creek Middle School (بلدة ويست بلومفيلد)

المدارس الثانوية (all in Commerce Township)
- مدرسة والد ليك الوسطى الثانوية Walled Lake Central High School
- مدرسة والد ليك الشمالية الثانوية Walled Lake Northern High School
- مدرسة والد ليك الغربية الثانوية Walled Lake Western High School

أخرى
- مركز الخدمات التعليمية (والد ليك) - إدارة المقاطعة
- مركز التعليم الخارجي (Commerce Township)
- مركز تعليم المجتمع (والد ليك)

مدارس غير عاملة
- مدرسة ميبل الابتدائية Maple Elementary (بلدة ويست بلومفيلد)
- مدرسة توين بيتش الابتدائية Twin Beach Elementary School (بلدة ويست بلومفيلد)

## روابط خارجية
- الموقع الرسمي (بالإنجليزية)
  - كراسة مجموعة قوانين سلوك وتصرفات الطالب, 2010-2011 (أرشيف) (بالعربية)
- School district map - Michigan Center for Geographic Information (CGI)